# HD218395
HD218395 — хімічно пекулярна зоря спектрального класу A3, що має видиму зоряну величину в смузі V приблизно  7,8.
Вона  розташована на відстані близько 491,2 світлових років від Сонця.

## Фізичні характеристики
Зоря HD218395 обертається 
дуже швидко 
навколо своєї осі. Проєкція її екваторіальної швидкості на промінь зору становить  Vsin(i)=196км/сек.